# Сабове
Са́бове (в минулому — Данилівка, Сабівка) — село в Україні, в Новоархангельській селищній громаді Голованівського району Кіровоградської області. Населення — 94 особи.

## Історія
1859 року у власницькому селі Сабівка (Данилівка) Єлисаветградського повіту Херсонської губернії мешкало 71 особа (35 чоловічої статі та 36 — жіночої), налічувалось 11 дворових господарств.

## Населення
Згідно з переписом УРСР 1989 року чисельність наявного населення села становила 78 осіб, з яких 32 чоловіки та 46 жінок.
За переписом населення України 2001 року в селі мешкали 94 особи.

### Мова
Розподіл населення за рідною мовою за даними перепису 2001 року:
| Мова       | Відсоток |
| ---------- | -------- |
| українська | 93,62 %  |
| російська  | 4,26 %   |
| молдовська | 2,13 %   |